# Oggetto-verbo-soggetto
In tipologia linguistica, si dice che una lingua è OVS quando le frasi seguono, generalmente, un ordine oggetto-verbo-soggetto.
Una frase di questo genere è "le spine, hanno le rose" che in italiano (una lingua con sintassi prevalentemente soggetto-verbo-oggetto) sarebbe più corretto tradurre con "le rose hanno le spine", questo perché in italiano non sono presenti marcatori per i casi, per cui il significato della frase si perde e diviene più arduo discernere il soggetto dal complemento oggetto (la frase "Mario odia Marco" non ha lo stesso significato logico di "Marco odia Mario"). Tuttavia in italiano sono presenti frasi di uso comune con struttura OVS nel caso in cui l'oggetto sia un pronome, come nell'espressione "Lo prendo io". Inoltre in alcuni linguaggi prettamente verbali e in assenza di specifiche norme di declinazione del nome, la distinzione fra la componente della frase pertinente al soggetto (o alla sua azione) e quella relativa all'oggetto (o all'azione cui è connesso) può essere espressa dal parlante tramite una variazione del flusso dell'intonazione della pronuncia con frequenza sonora oscillante fra il crescente e il calante per l'una o l'altra parte della frase, come a simulare un canto.
Questo particolare ordine sintattico è il più raro delle sei possibili permutazioni di soggetto, verbo e oggetto. Esempi di lingue storico-naturali OVS sono il guarijio, l'hixkaryana, e in parte anche il tapirapé.
Anche se non dominante, questa sequenza è inoltre possibile quando l'oggetto è segnalato nelle lingue che hanno una sintassi relativamente libera a causa della marcatura dei casi. Il rumeno, il basco, l'ungherese e, in parte, il tedesco sono esempi di questo tipo. Alcune lingue, come lo svedese, che in genere difettano di una vasta marcatura dei casi, permettono queste strutture quando sono presenti i pronomi (che sono contrassegnati per caso).
La sequenza Oggetto Verbo Soggetto si presenta inoltre in interlingua, anche se la grammatica dell'interlingua non ne fa menzione salvo nel caso della forma passiva. Thomas Breinstrup, redattore capo di Panorama in Interlingua, a volte usa la sequenza nei suoi articoli.
Questa sequenza è stata scelta inoltre per la lingua artificiale klingon, una lingua parlata dalla razza extraterrestre dei Klingon nell'universo fantascientifico della serie Star Trek, per rendere il suono della lingua deliberatamente alieno e controintuitivo. Lo stesso è stato fatto per la lingua artificiale na'vi ideata da Paul Frommer per il film Avatar.